# Nicolas Neufchatel

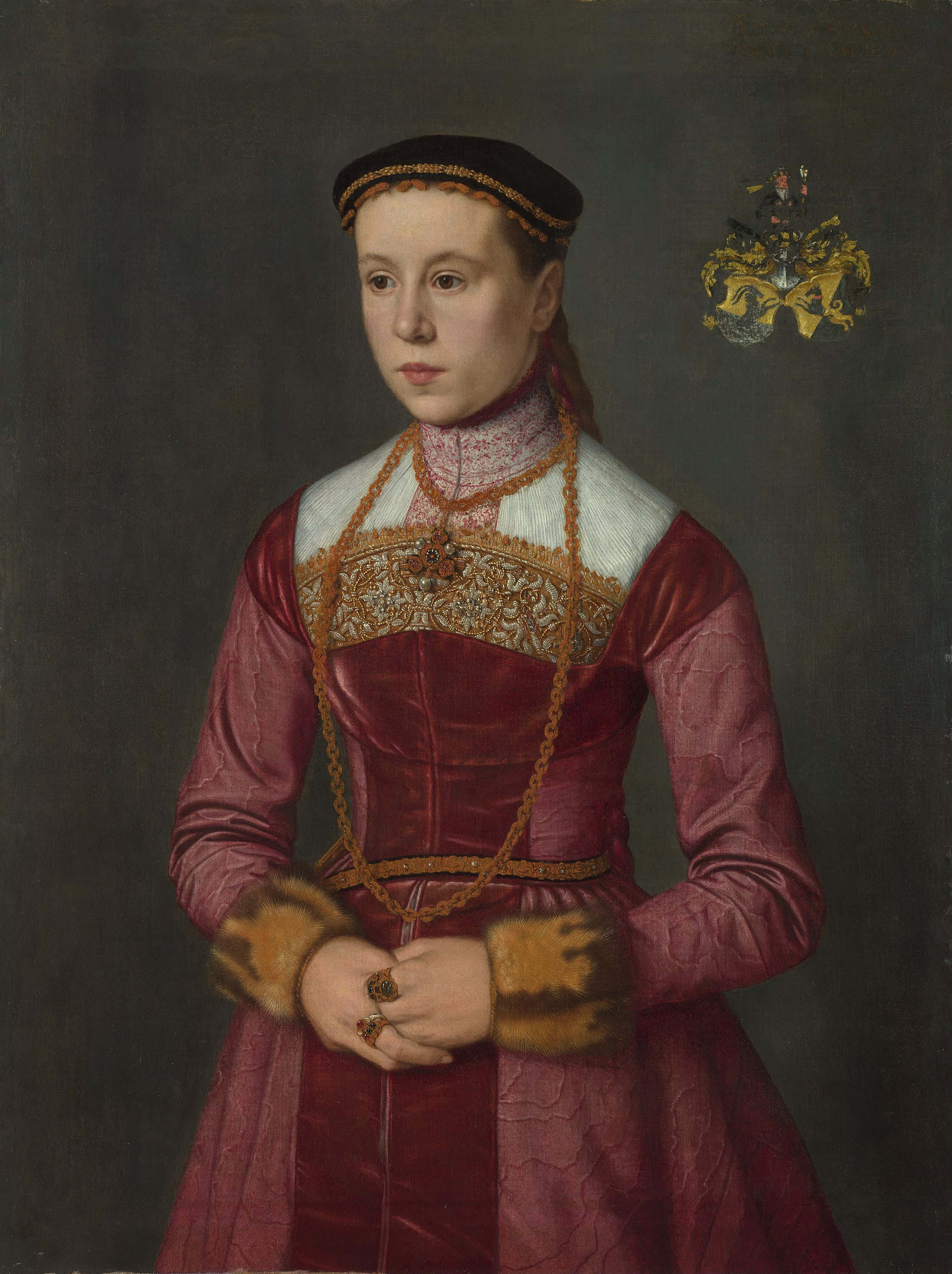
Nicolas Neufchatel, Susanna Stefan, vrouw van Wolfgang Furter, begin jaren 1560. National Gallery (Londen).

Nicolas Lucidel, genaamd Nicolas Neufchatel (ca. 1530 - ca. 1600), was een zestiende-eeuwse Zuid-Nederlandse portretschilder.

## Levensloop
Nicolas Neufchatel werd waarschijnlijk in Bergen geboren. Als knaap werd hij in 1539 leerling bij de schilder Pieter Coecke van Aelst. Eenmaal volleerd, keerde hij naar Bergen terug. 
Er wordt gemeld dat hij zich in 1561 in Neurenberg vestigde en vandaar naar Praag vertrok, waar hij zou overleden zijn omstreeks 1600.
Hij heeft vooral herinneringen nagelaten door de portretten die hij heeft geschilderd van de Bruggelingen Jan de Fevere en Anna de Blancke, die in de collecties van de stad Brugge berusten.
Jan de Fevere (ca. 1529-1599), die vrijlaat onder Snellegem was, werd in 1569 poorter van Brugge, was makelaar van beroep, werd schepen van Brugge in 1593, 1595 en 1597, hoofdman van het sestendeel Sint-Jan in 1596 en van het sestendeel Sint-Donaas in 1599. Hij was een zoon van Willem de Fever en van die zijn derde vrouw, Margiete van Zuidt. In 1569 trouwde hij met Anna de Blancke. Ze kregen drie kinderen, Willem (1570-1591), Joanna (1571-1599) en Katelijne (1573-1597), beiden kloosterzuster geworden bij de annuntiaten. Jan zou op 26 oktober 1599 overleden zijn.
Anna de Blancke (ca. 1530-1584), echtgenote van Jan de Fever, was een dochter van de hostelier Pieter de Blancke en van Catherine Goyssens. Ze trouwde met brouwer Jan van Erdsberghe, die in 1558 overleed. Vijf maanden na zijn dood trouwde ze met de weduwnaar Toussain Eggelinck en had met hem vier kinderen. Ze werd opnieuw weduwe. 
De afmetingen en de gelijkenis van de twee portretten die Neufchatel aan de personages wijdde, heeft doen veronderstellen dat het om man en vrouw gaat. Er is wel nog twijfel, vanwege het afwijkende wapenschild op het portret van de vrouw.
De beide portretten werden in 1926 door baron Edouard Houtart aan de stad Brugge geschonken. Ook al is het dus zo dat zowel rond de portraitist als rond de geportretteerden vraagtekens hangen, één zaak is zeker: de portretten bestaan en zijn in het bezit van de stad Brugge.